# Hackney (carruagem)
Os hackney (do francês haquenee — carruagem de aluguer) foram as primeiras carruagens de aluguer a aparecer na Europa no ano de 1605. Foram criados para servir a cidade de Londres e devido ao seu sucesso, o número destes veículos aumentou exponencialmente, originando engarrafamentos, atropelamentos e acidentes nas ruas da metrópole inglesa. Nesta medida, o Parlamento Inglês teve de limitar o número de hackney a circular na cidade.